# Euherdmania translucida
Euherdmania translucida är en sjöpungsart som beskrevs av Kott 1992. Euherdmania translucida ingår i släktet Euherdmania och familjen Euherdmanniidae. Inga underarter finns listade i Catalogue of Life.